# Annapolis (cratera)
Annapolis é uma cratera marciana. Tem como característica 0.4 quilômetros de diâmetro. Deve o seu nome à capital do estado americano de Maryland - Annapolis.